# 都柏林尖塔
都柏林尖塔，也被称为“光明纪念碑”（Monument of Light） ，都柏林华人常称之为“大柱子”，是爱尔兰首都都柏林的一处纪念碑，位於奧康奈爾街。這座建築高120公尺。